# 丙嗪
丙嗪（INN：promazine），音译：普马嗪，为一种针对的短期追加治疗药物 。商品名为Sparine（司派林）。但其批准适用的人群受限，在兽医学中被用作镇静剂。其具有弱抗精神病效果但通常不被用于治疗精神疾病。
其药物效果和氯丙嗪相似，起镇静效果。其主要副作用为抗胆碱作用，锥体外系反应副作用则不常见。属吩噻嗪类抗精神病药物。
20世纪50年代，美国批准了丙嗪作为药物使用，但现如今已经不再售卖。

## 用途与副作用
丙嗪的主要用途是针对作短期追加治疗。
常见副反应有：
月经不调或闭经、心律失常、便秘、嗜睡、眩晕、口干、勃起功能异常、疲惫、乳溢症、乳腺增生、高血糖、睡眠障碍、低血压、QT间期延长、癫痫发作、震颤、呕吐、体重增长等。

### 药物过量
药物过量会导致低血压、体温下降、心率加速和心律失常。严重情况可能会造成死亡，但较为罕见。

## 兽药用途
丙嗪通常采用其盐酸盐，即盐酸丙嗪，用于马匹麻醉前的初始镇静剂。但其本身镇静效果弱，且无镇痛作用，通常联合阿片类药物和/或α2肾上腺受体活化剂（如可乐定）使用。在例如给马匹装马蹄铁等无痛过程可单独使用盐酸丙嗪镇静。但有低血压、心率过速、勃起障碍的副作用。
丙嗪同时可用于止吐、解痉挛和降温。此外，丙嗪还可为患有蹄葉炎和肾衰竭的动物降低血压。

## 合成
丙嗪的合成通常采用吩噻嗪和N,N-二甲基-3-氯丙胺发生烷基化反应得到：

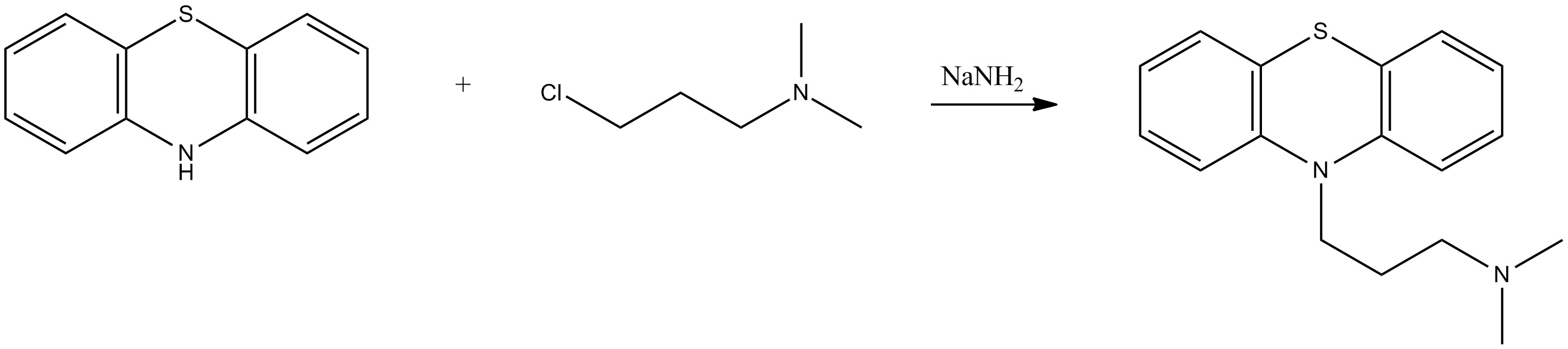
合成: 专利技术: ~75%: